# Челестіна Попа
Челестіна Попа  (рум. Celestina Popa, 12 липня 1970) — румунська гімнастка, олімпійська медалістка.

## Виступи на Олімпіадах
| Олімпіада | Дисципліна        | Місце              |
| --------- | ----------------- | ------------------ |
| Сеул 1988 | абсолютний залік  | 10 (кваліфікація)  |
| Сеул 1988 | командний залік   | 2                  |
| Сеул 1988 | вільні врави      | 16 (кваліфікація)  |
| Сеул 1988 | опорний стрибок   | 10T (кваліфікація) |
| Сеул 1988 | різновисокі бруси | 19T (кваліфікація) |
| Сеул 1988 | колода            | 7T (кваліфікація)  |